# Спасо-Преображенский скит (Мансонвилль)
Спа́со-Преображе́нский скит (англ. Holy Transfiguration skete) — мужской скит и духовно-административный центр РПЦЗ(В-В), не состоящей в общении с какими-либо иными юрисдикциями, расположенный в трёх милях от деревни Мансонвилль, провинция Квебек, Канада, близ границы с США. Скит был основан в юрисдикции Русской зарубежной церкви в конце 1959 года епископом Виталием (Устиновым), который стал его настоятелем. При Спасо-Преображенском скиту было устроено небольшое кладбище, на котором с 1969 по 2010 годы было похоронено 55 человек.
Получил известность в русском зарубежье осенью 2001 года, когда стал центром для тех клириков и мирян РПЦЗ, которые не признали уход на покой первоиерераха РПЦЗ митрополита Виталия (Устинова) и образовали собственную юрисдикцию, формальным главой которой стал митрополит Виталий.

## История

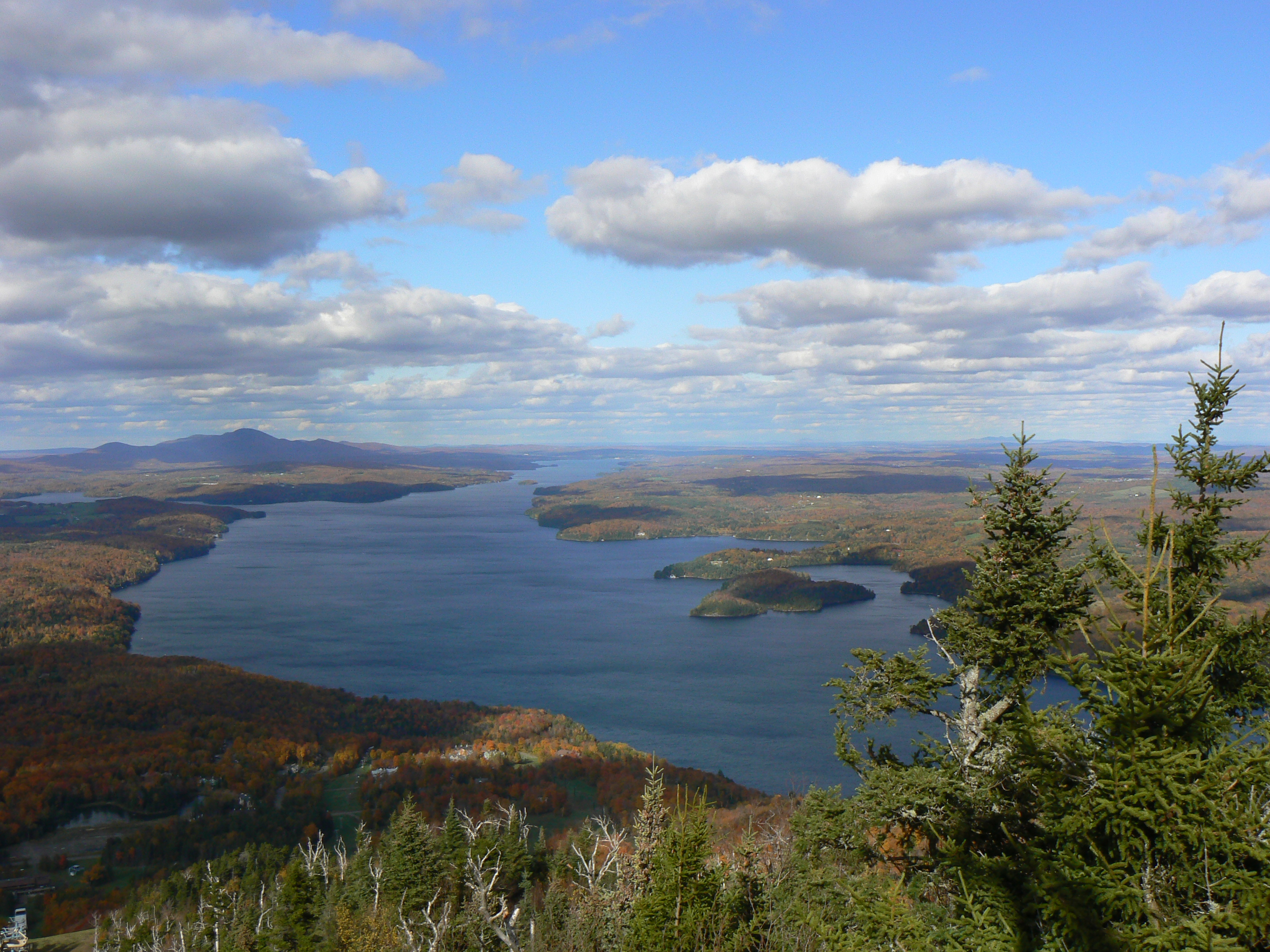
Вид Lac Memphrémagog с вершины горнолыжного холма Owl’s Head близ Мансонвилля, октябрь 2009 года

Свято-Преображенский скит обязан своим появлением иерарху Русской зарубежной церкви архиепископу Монреальскому и Канадскому Виталию (Устинову), который в 1959 году приобрёл близ Мансонвилля живописный, поросший хвойным лесом участок площадью 169 актов, ландшафт которого напоминал Русский север. Как он сам вспоминал в 2005 году: 

И вот я взял свою машину и поехал. И остановился у главной дороги, потому что там сидели люди и пили чай. Я, значит, остановился, подошёл к ним и говорю: «Я ищу что-нибудь такое приобрести, какую-нибудь маленькую землю здесь». А один встал: «А я, говорит, продаю». «А где»? «А вот пойдёмте пешком». И мы дошли до места, где сейчас церковь. Я говорю: «Ого, хорошо» <…> «А сколько вы хотите за него». Он молчит. «Ну говори» — толкаю его. Он говорит: «Пять тысяч». <…> «Вот я Вам даю тысячу сейчас наличными, а в субботу, и остальное Вам вручу». Так и было. Вот и купил.

На участке был устроен скит, ставший летней резиденцией монашеского братства. С начала 1960-х годов в скиту начала функционировать небольшая типография
Деревянный шатровый храм по проекту русского архитектора Валентина Глинина был выстроен в 1974—1979 годы.
По воспоминаниям протоиерея Владимира Мальченко:

В Преображенском скиту первый звон — в половине пятого утра. В пять часов начало утренних молитв. Митрополит Виталий ровно в пять часов входит. Я до сих пор слышу, как ходит он по деревянному коридору быстрыми шагами, знаете, как хозяин. И каждый день он возглавляет утреннее богослужение. Это был монах, это был аскет, это был молитвенник, это был труженик. Когда братия отдыхает (полтора часа после обеда), кто звонит, будит всех на послушание? Митрополит! Первый встаёт после этого отдыха.

В августе 1983 года в скиту состоялся Архиерейский собор РПЦЗ, по постановлению которого 21 августа в Преображенском скиту в Мансонвилле состоялась хиротония архимандрита Иннокентия (Петрова) во епископа Асунсионского, викария Аргентинской епархии.
В 1998 году в Спасо-Преображенский скит был переведён рясофорный монах Олег Целищев, покинувших вместе с четырьмя монахами в конце 1997 года Свято-Троицкий монастырь в Джорданвилле. В 1999 году он был рукоположен во иеродиакона и иеромонаха.
В июне 2001 года епископ Варнава (Прокофьев), архимандрит Сергий (Киндяков), протоиерей Сергий Петров, иерей Никита Орлов и протодиакон Герман Иванов-Тринадцатый провели в скиту «мансонвильское собрание». Со слов епископа Варнавы, все они были лично приглашены митрополитом Виталием «для обсуждения катастрофического положения, в которое была ввергнута Зарубежная Церковь после октябрьского Архиерейского Собора. <…> Собрание состоялось в Мансонвиле и продолжалось трое суток. Помимо обменов мнений за столом, было пять рабочих заседаний по два часа каждое. <…> К началу работы Владыкой Митрополитом был представлен проект, который тщательно обсуждался, видоизменялся, дополнялся, в частности самим Митрополитом». Итогом этого собрания стало «Окружное послание» от 22 июня 2001 года за подписью митрополита Виталия, где утверждалось, что «Основы социальной концепции РПЦ» не могут перечеркнуть «предательскую Декларацию 1927 г.», послание отрицало происходящее в России духовное возрождение и признало ошибочным создание комиссии по вопросам единства Русской Церкви
25 октября 2001 года ушедший на покой митрополит Виталий (Устинов) был увезён из здания Архиерейского Синода РПЦЗ. В ночь на 26 октября его доставили в Преображенский мужской скит в Мансонвилле. 27 октября от имени иерарха было распространено «Чрезвычайное заявление», в котором говорилось, что митрополит Виталий снимает подпись «о своём добровольном уходе на покой и передаче моих полномочий архиепископу Лавру».
3 ноября 2001 года в скиту лишённым сана епископом Варнавой (Прокофьевым) был рукоположён Сергий (Киндяков) «в присутствии митрополита Виталия, но без его личного участия».
5 ноябре в скиту состоялась первая сессия Синода новообразованной неканонической Русской православной церкви в изгнании, решением которого Варнава (Прокофьев) был возведён в сан «архиепископа Каннского и Европейского». Спустя непродолжительное время в скиту были рукоположены Владимир (Целищев) (6 ноября 2001) и Варфоломей (Воробьёв) (11 ноября 2001) — «против воли и без участия митрополита Виталия». Хиротонии не были признаны в РПЦЗ в силу нарушения ряда канонических правил. Митрополит Виталий в дальнейшем постоянно проживал в Спасо-Преображенском скиту.
Тогда же ряд прихожан ушли из Свято-Николаевского собора канонической РПЦЗ в Торонто и образовали свой приход, получивший название по имени престола св. Серафима Саровского на подворье митрополита Виталия. Этот приход и стал обслуживать Спасо-Преображенский скит.
Летом 2006 года Спасо-Преображенский скит, где пребывал митрополит Виталий, стал ареной жёсткого противостояния между двумя группами в РПЦЗ(В): с одной стороны выступили архиепископ Антонием (Орловым) и епископом Виктором (Пивоваровым) со своими сторонниками; им противостояли епископы Антоний (Рудей), Анастасий (Суржик), Владимир (Целищев), секретарь Синода протоиереей Вениамин Жуков со своими сторонниками. Конфликт закончился победой вторых и водворением Антония и Виктора из Мансонвилля, который основали Российскую православную церковь и перенесли свой центр в Россию.
После того, как 25 сентября 2006 года скончался митрополит Виталий, в РПЦЗ(В) в конце 2007 — начале 2008 года произошёл ещё один раскол: отделились епископ Антоний (Рудей) и протоиерей Вениамин Жуков, которых поддержала часть священников. Спасо-Преображенский скит при этом остался за Владимиром (Целищевым) и его сторонниками, которых стали именовать РПЦЗ(В-В). После смерти митрополита Виталия в сентябре 2006 года в Спасо-Преображенском скиту остались лишь Людмила Роснянская и брат Серафим, находившийся рядом с Митрополитом Виталием последние годы.

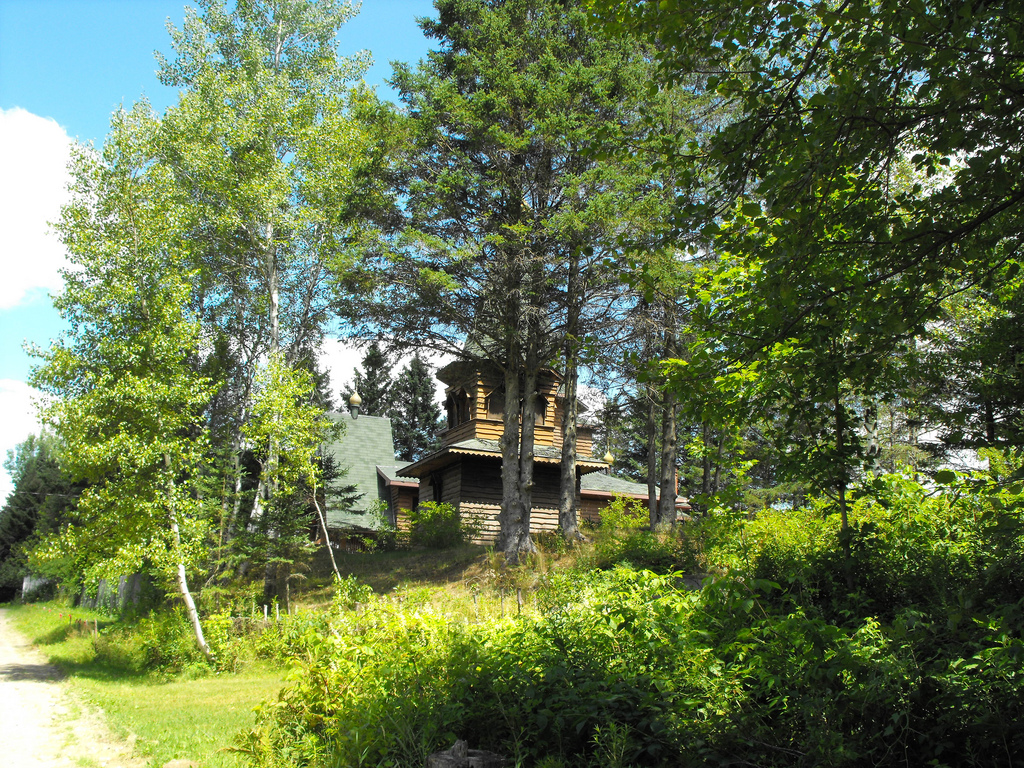
Спасо-Преображенский скит летом 2011 года

Прошедший 7-10 апреля 2008 года в Монреале и Мансонвилле Архиерейский собор РПЦЗ(В-В) определил местом нахождения высших органов управления и всех синодальных учреждений РПЦЗ(В) Спасо-Преображенский монастырь в Мансонвилле, а его Преображенский храм получил статус Синодального собора. Официальными юридическими адресами Церкви стали адрес скита, а также дом 19 по улице Клод Лоррен в Париже. Священник Андрей Ломов из Монреаля был назначен управляющим церковным хозяйством Спасо-Преображенского скита.
В августе 2013 года к престольному празднику были завершены основные работа по ремонту храма, колокольни и часовен монастыря. За полтора года клиром и прихожанами церкви препободного Серафима Саровского были заменены все крыши, подлатаны и заново покрашены стены, вызолочены купола, обновлены иконы. Для позолоты куполов был нанят мастер из США — Пётр Дзюба. Тогда же журналист Евгений Соколов писал: «Община не очень большая, но сплоченная. Общими усилиями она привела скит в порядок. Мне сказали, что только починка крыши и покрытие золотом куполов обошлись в $50 тыс. Это только начало. Работы в скиту еще очень много. <…> В последние годы с скиту действует детский летний лагерь, собирающий десятки детей. Лагерь помогает воспитывать подрастающее поколение в православной вере и сохранять русский язык».
5 октября 2015 года на соборе РПЦЗ(В-В) отмечалось, что в Спасо-Преображенскому скиту «несколько лет подряд под руководством иерея Алексея Фимина проходит детский летний лагерь. Есть также рясофорный монах и послушник». По состоянию на март 2016 года настоятелем скита значился Владимир (Целищев), других клириков к скиту приписано не было.